# Bulgurtepe (Pertek)
Bulgurtepe ist ein Dorf (Köy) im Landkreis Pertek der türkischen Provinz Tunceli. Im Jahr 2011 lebten in Bulgurtepe 46 Menschen.